# They guide you across
|  | Denne artikel er oprettet af botten PalnaBot ud fra en ekstern database. Den kan derfor have sproglige fejl eller mangler. Denne skabelon kan fjernes efter kontrol af indholdet. |

Sikkerhed i luften er en film instrueret af Ingolf Boisen.

## Handling
Filmen, der er med engelsk tale, søger at vise, hvorledes sikkerhedstjenesten på atlantflyveruterne fungerer. Passagererne, den fireårige Peter, flyvemaskinen "Dan Viking" og dens chefpilot, Aage Hedall-Hansen, er filmens tre hovedpersoner. Vi oplever forarbejdet før starten i Kastrup, personalets lægeundersøgelse, maskinens tekniske kontrol og vejrtjenestens arbejde. Så følger vi maskinen på dens flyving til New York med mellemlanding i Prestwich og Gander. Ved hver mellemlanding benyttes anledningen til at kontrollere et andet blindlandingssystem, desuden vises vejrskibenes uhyre betydning for atlantflyvningen. Til slut en køretur gennem byen New York med dens mest kendte bygninger. Speakeren henviser sluttelig til den rivende tekniske udvikling, der også på luftfartens område kræver internationalt samarbejde.